# 休閒國聯

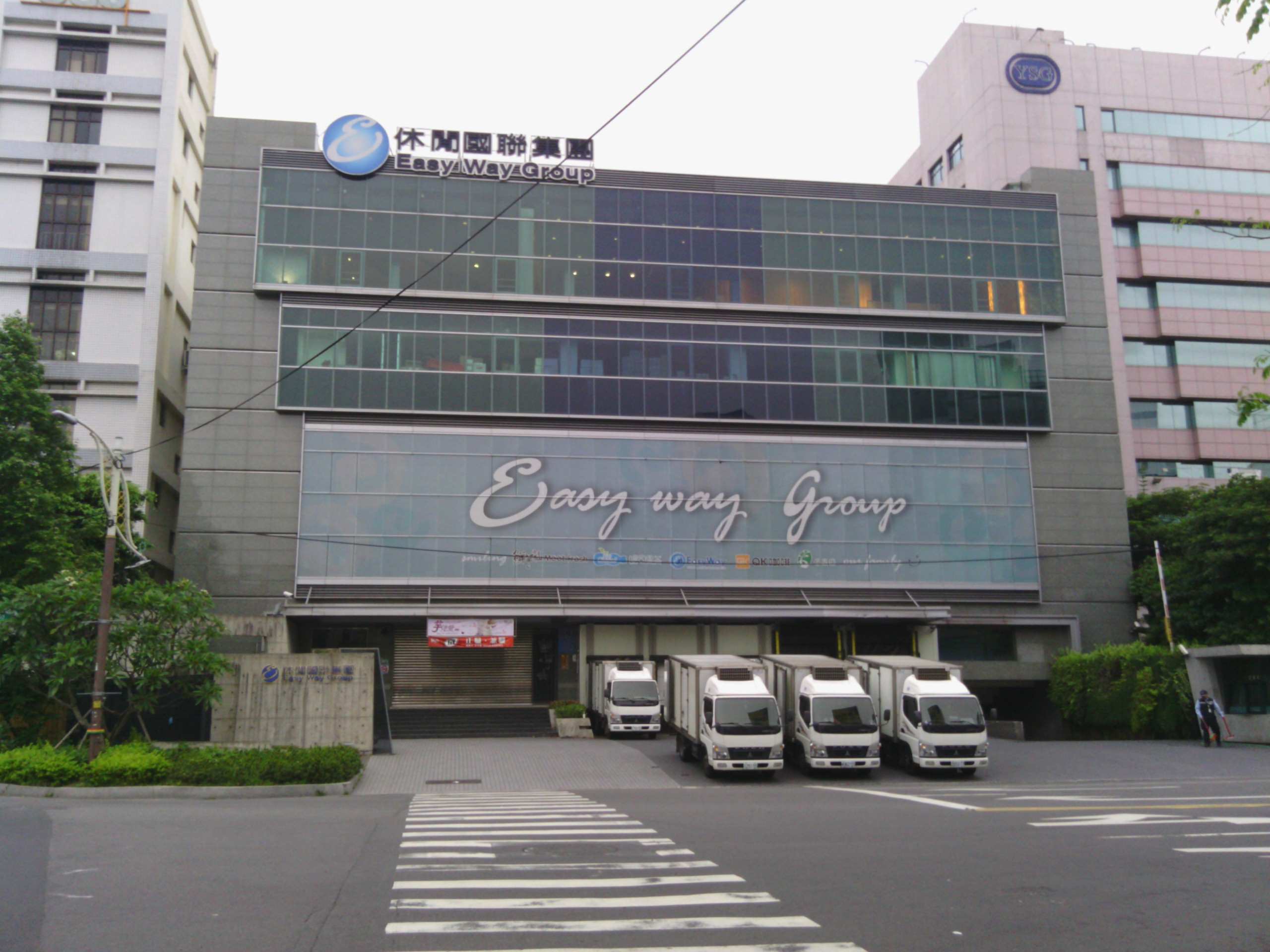
休閒國聯全球總部

休閒國聯股份有限公司（英語：Easy Way Station）是台灣的一家以手搖現做飲料為主要營業項目的連鎖餐飲品牌，1992年於台中東海大學商圈發跡，為台灣手搖現做飲料連鎖店之先驅。旗下擁有「休閒小站Easy Way」、「鮮芋仙」、「嗆司果茶」、「QK咖啡」、「六星集足體養生會館」、「璞石國際養生會館」等子品牌。

## 歷史
傅信欽與郭文河兩位創辦人為摯友。服完兵役後，兩人先後擔任旅行社導遊及廣告公司的業務，但不甘只在別人的公司當員工，決定辭職後自行創業。因擔任廣告公司業務時經手的多是餐飲類廣告，吸取了其他餐飲業客戶的經營經驗，便決定進入餐飲業發展。
由於手頭上經費不多，因此兩人決定從泡沫紅茶店開始做起，並於1992年成立了「休閒小站」。當時店面開設於東海大學商圈，以吸引學生族群為主要購買對象。但商圈內同類型店家競爭相當激烈，為提高購買吸引力，除購入淨水設備改善水質、引入杯子封口機及使用不鏽鋼製吧檯來保證產品衛生。為了創造品牌形象，設計杯子造型的霓虹燈招牌；建置集點卡兌換和抽獎活動，以增加客群黏著度。後來也因店面開始賺錢，有不少有意願的加盟主陸續詢問加盟的方法，加入賺錢的行列。
在經過一段時間的深入規劃後，於1997年6月，於台中市豐原區、沙鹿區開設了兩家休閒小站的加盟店。人氣水漲船高的同時，也吸引到更多的加盟主爭相詢問加盟相關事宜。
2010年後，在台灣的連鎖餐飲產業發展成熟且競爭激烈下，開始嘗試改變經營策略。將重心轉向海外發展，並把台灣市場當成品牌的形象、示範市場，開設數量雖少卻重品質的店面。並利用國外民眾對台灣品牌有高度的肯定跟熱愛，作為開拓市場的一個優勢。以達到「雞蛋不要放在同一籃子裡」避險目的。
2011年起，開始將子品牌加盟店擴散至海外市場。初期於馬來西亞、韓國、澳洲 、紐西蘭等4個國家進行販售，並陸續發展至美加、中國、英國、日本及東南亞等地。

## 旗下品牌
食品類
- 休閒小站
- 鮮芋仙
- 嗆司果茶
- QK咖啡

服務類
- 六星集足體養生會館
- 璞石國際養生會館